# Gaspard-Gustave Coriolis
Gaspard-Gustave Coriolis sau Gaspard Gustave de Coriolis (n. 21 mai 1792, Paris, Franța – d. 19 septembrie 1843, Paris, Franța) a fost un matematician, fizician, inginer francez, celebru mai ales pentru descoperirea și cercetarea a ceea ce mai târziu va fi denumit efectul Coriolis.
De numele lui se leagă introducerea noțiunii de lucru mecanic.

## Biografie
S-a născut la Paris. Tatăl său a fost ofițer în Armata regală.
În 1808, în urma concursului de admitere, Coriolis intră al doilea la École polytechnique. După absolvire, intră ca inginer la departamentul podurilor și șoselelor. Ulterior, intră ca profesor la același institut de învățământ superior, École polytechnique.

## Opera

### Contribuții originale
Este cunoscut mai ales pentru teorema energiei cinetice.
În cartea Du calcul de l'effet des machines (Despre calculul efectului mașinilor) (1829) a numit lucru (al unei forțe) mărimea  
{\displaystyle L=\int _{P1}^{P2}{\vec {F}}\mathrm {d} {\vec {s}}} definită ca o integrală curbilinie unde {\displaystyle \mathrm {d} {\vec {s}}} e deplasarea elementară intre cele două puncte P1 și P2 numită de obicei la vremea aceea putere mecanică, cantitatea de acțiune sau efect dinamic specificând ambiguitatea acestor expresii pe care le consideră necorespunzătoare. Cu el și Jean-Victor Poncelet (1788-1867), teorema energiei cinetice ia forma cvasi-finală și predarea mecanicii va fi sistematizată.Chestiunea unităților de măsură și omogenitatea dimensională a formulelor a devenit fundamentală.

### Lucrări
- 1829: Traité de la mécanique des corps solides et du calcul de l'effet des machines ("Tratat de mecanică a corpurilor solide și calculul randamentului mașinilor")
- 1835: Théorie mathématique des effets du jeu de billard ("Teoria matematică a efectelor din jocul de biliard").